# Kanton Besançon-Ouest
Kanton Besançon-Ouest (francouzsky Canton de Besançon-Ouest) je francouzský kanton v departementu Doubs v regionu Franche-Comté. Tvoří ho pouze západní část města Besançon.